# Sven Andersson (calciatore 1963)
Sven Tommy Andersson (Strömstad, 6 ottobre 1963) è un allenatore di calcio ed ex calciatore svedese, di ruolo portiere, preparatore dei portieri dell'Helsingborg.

## Carriera
Nella partita di ritorno del terzo turno preliminare della Champions League 2000-2001 a San Siro contro l'Inter, parò al 91' minuto un rigore ad Álvaro Recoba, facendo rimanere così il risultato inchiodato sullo 0-0: in virtù dell'1-0 dell'andata in Svezia, l'Helsingborg si qualificò alla fase a gironi a discapito dei nerazzurri.
Con le sue 431 presenze collezionate nella massima serie svedese con le maglie di Örgryte e Helsingborg, Andersson detenne per anni il record di calciatore con più partite all'attivo nella storia del campionato di Allsvenskan. Venne superato il 7 luglio 2024 da Andreas Johansson.

## Palmarès

### Club

#### Competizioni nazionali
- Campionato svedese: 2

Örgryte: 1985
Helsingborg: 1999
- Coppa di Svezia: 1

Helsingborg: 1997-1998